# فيدي غاليزيا
كانت فيدي غاليزيا، المعروفة باسم غاليزيا، (حوالي 1578-حوالي 1630) رسامة إيطالية في عصر النهضة متخصصة في لوحات الطبيعة الصامتة والبورتريه واللوحات الدينية. تُعرف غاليزيا بشكل خاص باعتبارها رسامة للفواكه الصامتة، وهو النوع الذي كانت فيه واحدة من أوائل الرسامين الذين استخدموه في الفن الأوروبي. لم تكن غاليزيا معروفة جيدًا مثل الفنانات الأخريات، مثل أنجليكا كوفمان وإليزابيث فيغ لوبرون، بسبب عدم توفر إمكانية وصولها إلى الدوائر الاجتماعية الموجهة للمحكمة أو الأرستقراطية، كما أنها لم تسعى للحصول على رعاية خاصة من الحكام السياسيين والنبلاء.

## الأسلوب
استمدت غاليزيا أسلوب رسوماتها من التقاليد الواقعية لعصر النهضة في إيطاليا مع أسلوب واقعي حاد. تتجلى مهارات غاليزيا الفنية في بورتريه باولو موريغيا، الجنرال اليسوعي، والباحث، والكاتب، والمؤرخ، وأحد رعاتها ومؤيديها الأوائل. تصور لوحة بورتريه باولو موريغيا (1596) موريغيا وهو يكتب قصيدة عن الصورة التي رسمتها غاليزيا. تلقت غاليزيا العديد من التكليفات العامة لقطع المذابح في كنائس ميلانو، ومن ضمنها قطعة لا تلمسني (عام 1616 في كنيسة سانت ستيفانو بميلانو) المصنوعة لمذبح كنيسة سانتا ماريا مادالينا.
كانت غاليزيا مهتمة أساسًا بلوحات الطبيعة الصامتة، في الوقت الذي لم تكن ترسم فيه لوحات البورتريه، وهو النوع الذي كانت رائدة فيه والذي عُرِفت فيه بشكل أكبر. تمثل أعمالها عن الطبيعة الصامتة غالبية أعمالها الباقية، وذلك على الرغم من قلة المصادر المعاصرة التي تذكر لوحاتها من هذا النوع. صُنِّف 63 عملًا على أنها لها، من بينها 44 عمل من نوع الطبيعة الصامتة. إن عملها الوحيد المعروف من نوع الطبيعة الصامتة، التي رسمتها في عام 1602، هو أول عمل مؤرخ من هذا النوع لفنان إيطالي. لم تُمنح لوحاتها التقدير الذي تستحقه إلا في القرن العشرين، عندما وُجِّه اهتمام خاص لعملها في الدراسات التي أجريت في عامي 1963 و1989.
أظهرت غاليزيا أسلوبًا مرتبطًا بالنهجية اللومباردية في أواخر القرن السادس عشر، المتمركزة في منتوة، ولكنها معروفة دوليًا، وخاصة في فرنسا. تعد لوحات غاليزيا من نوع الطبيعة الصامتة من بين أقدم الأمثلة على الرسم باستخدام نوع جديد تفوقت فيه النساء لاحقًا، جزئيًا بسبب استبعادهن من أنواع أخرى من الرسم. تختلف لوحات غاليزيا من نوع الطبيعة الصامتة عن أعمال والدها بتفاصيلها الكبيرة وألوانها الأكثر حيوية. تضمنت معظم هذه الأعمال قطع مركزية للفواكه بترتيبات أمامية بسيطة تكونت غالبًا من سلة أو وعاء مملوء بنوع واحد من الفاكهة مثل الخوخ أو الكمثرى، مع القليل من الفاكهة، المقطعة أحيانًا، المنتشرة في قاعدة الوعاء.
احتوت معظم أعمالها من نوع الطبيعة الصامتة أزهارًا نضرة أو فواكه أخرى موضوعة على المنضدة لتوفير تباين وحجم ملحوظين، كما هو واضح في عملها بعنوان طبيعة صامتة مع خوخ وخزف ووعاء. عرض عمل غاليزيا تأثير أعمال مثل عمل كارافاجيو بعنوان سلّة الفواكه. لم تستكشف غاليزيا التراكيب والأشكال الأكثر فخامة التي اتخذها العديد من معاصريها المستخدمين لهذا النوع، وذلك بالاقتران مع الأسلوب الأكثر تقييدًا في فترة الإصلاح المضاد، وفضلت بدلًا من ذلك الأسلوب التركيبي الحاد مثل ذلك الذي شوهد في لوحات فرانسيسكو دي زورباران التي ظهرت بعد لوحات الطبيعة الصامتة بقليل.
كانت لوحات غاليزيا بارعة في التفاصيل ومتوازنة تمامًا، وكان اهتمامها بالظل والضوء والملمس منقطع النظير في ذلك الوقت. كانت جيدة بشكل خاص في إنشاء مساحة جذابة في لوحاتها. تراكيبها لم تكن مزدحمة، وبدت كما لو كان بإمكان المرء أن يمد يده ويلمس الفاكهة ويمسكها ويسحبها من اللوحة دون إزعاج باقي العمل. كانت ترتيباتها الرشيقة والمتدفقة طبيعية وشاعرية.
رُسِمت لوحة بورتريه باولو موريغيا (1596) عندما كانت غاليزيا في الثامنة عشرة من عمرها فقط. رُسِمت كل تفاصيل الشكل بالتفصيل التحليلي. وظفت غاليزيا المحاكاة (تقليد الواقع) في تصوير نظارات موريغيا، فأظهر انعكاس العدسات الغرفة التي يجلس فيها موريغيا، وبالتالي زيادة الوهم بالواقع.
تشتهر غاليزيا بأنها رائدة في التعامل مع لوحات الطبيعة الصامتة في الرسم الأوروبي. لا يُعرف حاليًا عدد اللوحات التي رسمتها غاليزيا، إذ نُسبت العديد من الأعمال التي كان من الممكن أن تكون لها إلى نظيرها الذكر بانفيلو نوفولون، الذي استوحى إلهامًا كبيرًا من غاليزيا. يمكن أن تكون قد ألهمت الرسّام البيرغامي فرانسيسكو كودينو أيضًا، ورسامة الطبيعة الصامتة الباروكية جيوفانا غارزوني.